# Rudolf Brandsch (diák)
Rudolf Brandsch (Medgyes, 1858. június 1. – Jéna, 1880. július 22.) diák.

## Élete
Karl Brandsch evangélikus lelkész fia volt. Középiskoláit 1875-ig szülővárosában végezte, a következő évben a lipcsei, 1879-ben a berlini egyetemen tanult. Amikor 1880. július 22-én a doktori oklevél elnyeréséért Jenába utazott, a város környékén a vasúti töltésen átmenve a vonat halálra gázolta.
Kaiser Friedrich's III. (IV.) Beziehungen zu Ungarn in den Jahren 1440–53 című nagyobb történelmi értekezését Werner Károly adta ki a medgyesi ágostai evangélikus gimnázium Értesítőjében 1883 és 1884-ben.